# Pontificia università cattolica argentina

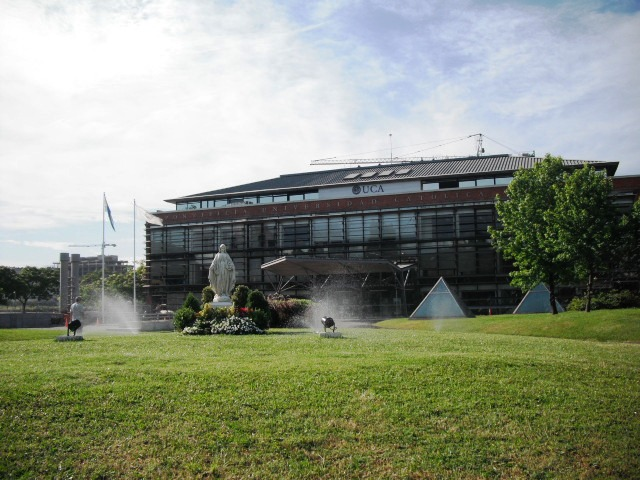
Sede di Puerto Madero dell'Università Cattolica Argentina

La Pontificia università cattolica argentina (UCA) (in spagnolo Pontificia universidad católica argentina "Santa María de los Buenos Aires", spesso abbreviata con UCA) è un'università privata argentina con sede a Buenos Aires.
È stata fondata il 7 marzo 1958.

## Storia
Corsi di Cultura Cattolica
Nel 1922 furono creati i Corsi di Cultura Cattolica (C.C.C.) (poi denominato Istituto Cattolico di Cultura di Buenos Aires), che offrivano una formazione universitaria cattolica, parallelamente alle università ufficiali. I Corsi di Cultura Cattolica avevano una scuola di Filosofia, un'altra di Economia e successivamente una di Arti, oltre a pubblicazioni accademiche periodiche e libri pubblicati. Questi corsi servirono come precursori per la fondazione dell'Università Cattolica Argentina.
Questi corsi, creati per universitari, rappresentavano il pensiero nazionale, cattolico e antiliberale del clero del Paese, e il corpo docente includeva personalità come Atilio Dell'Oro Maini, Luis María Etcheverry Boneo, Octavio Nicolás Derisi, Guillermo Bolatti, Tomás Juan Carlos Solari, Zacarías de Vizcarra, Gustavo Juan Franceschi, Pablo Antonio Ramella, Manuel Moyano, tra gli altri.
La prima commissione direttiva era composta, insieme a Tomás Darío Casares, il fondatore, direttore e uno dei principali divulgatori del tomismo in Argentina, da César Pico, Octavio Sergio Pico, Faustino Legón, Eduardo Saubidet, Juan Bordieu e Uriel O'Farrell. La sede era in un'ampia casa nella via Reconquista della città di Buenos Aires.
I C.C.C. pubblicarono anche opere di vario tipo, come nel caso di diverse opere di opinione di Hugo Wast.
Personalità di spicco come Jorge Néstor Salimei, Juan Carlos Onganía, Juan Carlos Goyeneche, Nimio de Anquín, Francisco Luis Bernárdez, Marcelo Sánchez Sorondo e Leopoldo Marechal parteciparono ai Corsi di Cultura Cattolica.
Libertà di creare università private
L'abolizione del monopolio statale sull'istruzione universitaria era una storica aspirazione, principalmente della Chiesa cattolica, che aveva fondato le prime università del Paese, poi espropriate. Un chiaro precedente in tal senso è José Manuel Estrada.
Verso la metà del XX secolo, su iniziativa del ministro dell'Educazione democratico cristiano Atilio Dell'Oro Maini, il 23 dicembre 1955 venne approvato il decreto-legge 6403, che permise la creazione di università private con la facoltà di conferire titoli e diplomi accademici, consacrando l'autonomia universitaria. Grazie a questi sforzi, l'8 giugno 1956 fu creata l'Università Cattolica di Córdoba, tra altre istituzioni educative superiori private.
Durante il governo del presidente Arturo Frondizi, nel 1958, ci fu un movimento laicista nato dall'approvazione di due grandi leggi: lo Statuto del Docente e quella che autorizzava le università private a rilasciare titoli professionali. Fu quest'ultima a motivare una grande protesta studentesca nota come "Laica o libera". Alla fine, il settore dei radicali frondizisti, democristiani, nazionalisti cattolici e alleati, guidato dal presidente Frondizi, riuscì a far approvare questa riforma, che consentì di concedere personalità giuridica alle nuove università.

## Rettori
- Octavio Nicolás Derisi (7 marzo 1958 - 1980 dimesso)
- Guillermo Blanco (1980 - 1994 dimesso)
- Domingo Basso, O.P. (1994 - 1999 dimesso)
- Alfredo Horacio Zecca (9 novembre 1999 - dicembre 2009 dimesso)
- Víctor Manuel Fernández (dicembre 2009 - aprile 2018 cessato)
- Miguel Ángel Schiavone, dall'aprile 2018